# Jørgen Ejbøl
Jørgen Ejbøl (født 21. februar 1949 i Søllerød) er en dansk journalist, der tidligere har været ansvarshavende chefredaktør og administrerende direktør for Morgenavisen Jyllands-Posten. Siden 2014 har han været bestyrelsesformand for Jyllands-Postens Fond. I 2003-2014 var han bestyrelsesformand for ejerkoncernen JP/Politikens Hus.
Ejbøl blev uddannet journalist fra Aalborg Stiftstidende i 1969 og fra School of Journalism, Columbia University, USA i 1973. Fra 1976 var han redaktionschef på Fyns Amts Avis, fra 1978 på Dagbladet Roskilde. I 1984 blev han redaktionschef ved Weekendavisen. Han skiftede til ugebladsverdenen i 1986 som ansvarshavende chefredaktør for Billed-Bladet, men allerede i 1987 skiftede han til en redaktørstilling ved dagbladet B.T.. I 1989 blev han medlem af chefredaktionen på Berlingske Tidende. Turen gik til Esbjerg i 1991, hvor han blev ansvarshavende chefredaktør og administrerende direktør for den dengang skrantende JydskeVestkysten.
To år senere – i april 1993 – blev han udnævnt til chefredaktør på Jyllands-Posten. Under Ejbøls ledelse fik avisen mere fokus på København, hvor man bl.a. etablerede lokaltillægget JP København. Avisen begyndte i disse år også at markedsføre sig under sloganet Hvis De vil vide mere. I 1994 blev avisen landets største morgenavis og overhalede dermed Politiken. Jørgen Ejbøl var senere en af bagmændene bag etableringen af JP/Politikens Hus i 2003. Jørgen Ejbøl stoppede som chefredaktør for Jyllands-Posten samme år.
I efteråret 2016 har Jørgen Ejbøl fra flere sider været under kraftig kritik. I Flemming Rose's bog "De besatte" kom det frem, at han truede Flemming Rose med fyring, hvis Flemming Rose fortsatte sin kamp for ytringsfriheden. Radio24syv har offentliggjort at Jørgen Ejbøl har truet ledelse og personale på Bispebjerg Hospital med at blive hængt ud i pressen, i forbindelse med at hans "plejedatter" blev stoppet i sit PhD-arbejde. Forhenværende chefredaktør på Jyllands-Posten Carsten Juste har i et interview med Information anklaget Jørgen Ejbøl for at have hjulpet Venstre under folketingsvalget i 2001 ved at have lækket udlændingekritiske artikler. Og ifølge Information nægtede Jørgen Ejbøl at overholde en skriftlig aftale om, at han skulle fratræde fra sin post i virksomhedens bestyrelse, når han overtog posten som formand i Jyllands-Postens Fond. Der til var enkelte af Politiken-Fondens medlemmer så oprørte over Ejbøls svigt og over hans krav om store bonusser og honorarer, at de overvejede at trække Politiken helt ud af koncernen.
Ejbøl er medlem af Unescos World Press Freedom Prize og sidder i Executive Committee for World Press Freedom, Washington DC.
Desuden er Jørgen Ejbøl medlem af advisory board i sikkerhedsfirmaet Guardian, der leverer sikkerhedsløsninger og sikkerhedskurser til blandt andet rederibranchen og mediebranchen.
Privat har Jørgen Ejbøl tidligere været gift med Camilla Lindemann, men har siden 1999 været gift med forhenværende rektor Marianne Abrahamsen (9. juni 1943).